# Katifelis
Katifelis — викопний рід родини котових, який мешкав у Кенії під час раннього міоцену та вирізняється своїми особливостями зубів, які є проміжними між базальними та сучасними котами. Він містить один вид, Katifelis nightingalei.
Голотип; і поки що єдині викопні залишки Катіфеліса були виявлені в місцевості Калодірр, яка є частиною формації Лотідок. Сайт датований 17,5 ±0,2 — 16,8 ±0,2 млн років тому і розташований у Західній Туркані, Кенія. Типовий екземпляр KNM-WK17133 являє собою фрагмент лівої нижньої щелепи, що містить зуби p1-m1. Описаний у 2018 році, це другий котячий із перехідними рисами, відомими в Африці раннього міоцену, поряд із трохи старшим Asilifelis.